# Saaldorf-Surheim
Saaldorf-Surheim là một xã nằm ở huyện Berchtesgadener Land, thuộc bang Bayern của Đức.